# Finnische Sommer-Meisterschaften im Skispringen 2020

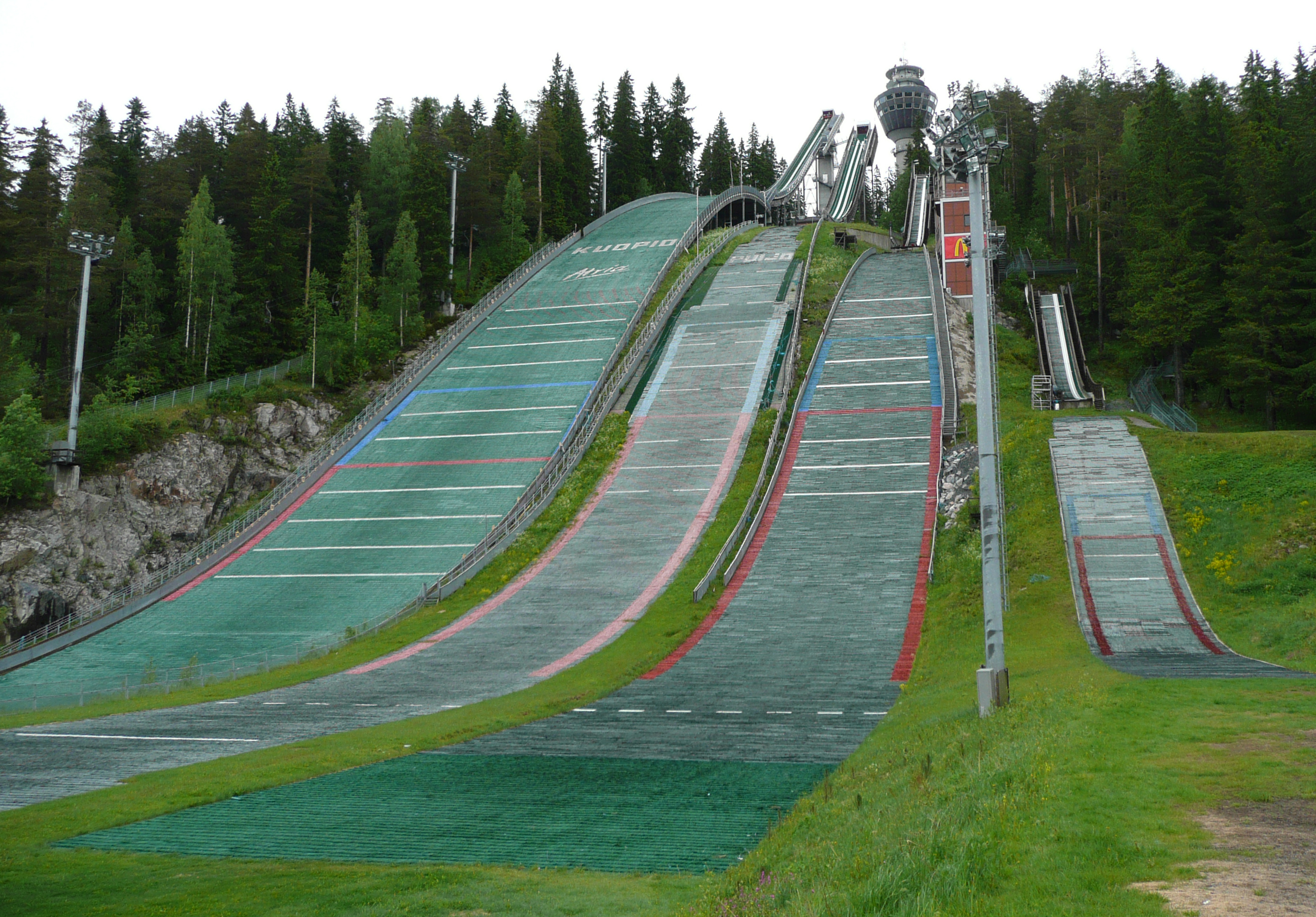
Puijo-Schanzenn in Kuopio

Die finnischen Sommer-Meisterschaften im Skispringen 2020 fanden vom 2. bis zum 4. Oktober in Kuopio auf den Puijo-Schanzen statt. Während das Teamspringen sowie der Einzelwettbewerb der Frauen von der Normalschanze (K 90 / HS 100) abgehalten wurde, sprangen die Männer im Einzel von der Großschanze (K 120 / HS 127). Juniorenmeister von der Normalschanze wurde Vilho Palosaari, während Sofia Mattila Meisterin bei den Juniorinnen von der Mittelschanze (K 65 / HS 70) wurde. Zudem fanden parallel die Meisterschaften der nordischen Kombinierer statt.

## Programm und Zeitplan
Zeitplan der finnischen Meisterschaften:
| Datum           | Uhrzeit | Ereignis      | Ort                  |
| --------------- | ------- | ------------- | -------------------- |
| Fr., 2. Oktober | 16:00   | Training      | K-65, K-90, K-120    |
| Sa., 3. Oktober | 17:00   | Teamspringen  | Normalschanze (K-90) |
| So., 4. Oktober | 11:30   | Einzel Frauen | Normalschanze (K-90) |
| So., 4. Oktober | 14:00   | Einzel Männer | Großschanze (K-120)  |

## Ergebnisse

### Frauen
Das Meisterschaftsspringen von der Normalschanze fand am 4. Oktober 2020 statt. Es gingen fünf Athletinnen an den Start, von denen alle in die Wertung kamen. Die favorisierte Julia Kykkänen, die seit dieser Saison wieder unter dem Dach des finnischen Skiverbandes trainiert, konnte mit großem Rückstand lediglich den dritten Platz belegen. Meisterin wurde die Vorjahressiegerin Susanna Forsström.
| Platz | Name                | Verein                  | Weite 1 | Weite 2 | Punkte |
| ----- | ------------------- | ----------------------- | ------- | ------- | ------ |
| 01.   | Susanna Forsström   | Lahden Hiihtoseura      | 093,0   | 096,5   | 242,0  |
| 02.   | Jenny Rautionaho    | Ounasvaaran Hiihtoseura | 089,0   | 082,5   | 205,0  |
| 03.   | Julia Kykkänen      | Helsingin Mäkihyppääjät | 078,0   | 078,0   | 165,0  |
| 04.   | Sofia Mattila       | Jokilaakson Mäkiseura   | 071,0   | 057,5   | 105,5  |
| 05.   | Julia Tervahartiala | Lahden Hiihtoseura      | 059,0   | 056,0   | 074,0  |

### Männer

#### Großschanze
Das Einzelspringen der Männer fand zum Abschluss des Wochenendes am 4. Oktober 2020 von der Großschanze statt. Nachdem Antti Aalto nach dem ersten Durchgang noch in Führung gelegen war, musste er sich letztlich mit dem zweiten Rang zufriedengeben. Dem 40-jährigen Juha Miettinen gelang überraschend der Sprung auf den vierten Rang und gewann damit Bronze. Dabei profitierte er auch von einer Disqualifikation Arttu Pohjolas. Es standen 25 Athleten in der Startliste, doch kamen nur deren 23 in die Wertung, nachdem auch der Artti Aigro als drittplatzierter Gaststarter nicht in die Wertung zur nationalen Meisterschaft eingerechnet wurde.
| Platz | Name             | Verein                  | Weite 1 | Weite 2 | Punkte |
| ----- | ---------------- | ----------------------- | ------- | ------- | ------ |
| 01.   | Niko Kytösaho    | Lahden Hiihtoseura      | 126,0   | 130,0   | 270,6  |
| 02.   | Antti Aalto      | Kiteen Urheilijat       | 127,0   | 127,0   | 268,0  |
| 03.   | Artti Aigro      | Estland                 | 121,0   | 122,0   | 241,7  |
| 04.   | Juha Miettinen   | Puijon Hiihtoseura      | 119,0   | 112,0   | 208,3  |
| 05.   | Eetu Nousiainen  | Puijon Hiihtoseura      | 106,0   | 119,0   | 205,8  |
| 06.   | Andreas Alamommo | Ounasvaaran Hiihtoseura | 109,0   | 113,5   | 201,8  |
| 07.   | Jarkko Määttä    | Kainuun Hiihtoseura     | 112,0   | 108,5   | 199,2  |
| 08.   | Kalle Heikkinen  | Kuusamon erä-Veikot     | 110,5   | 110,0   | 197,7  |
| 09.   | Mico Ahonen      | Lahden Hiihtoseura      | 114,0   | 092,0   | 162,2  |
| 10.   | Sami Saapunki    | Kuusamon erä-Veikot     | 103,0   | 100,5   | 153,8  |

#### Team
Das Teamspringen der Männer fand am 3. Oktober 2020 auf der Normalschanze statt. Alle elf Teams kamen in die Wertung. Der beste Athlet des Wettbewerbs war Antti Aalto, der 275 Punkte für sein Team ersprang.
| Platz | Team                    | Namen                                          | Weite 1           | Weite 2           | Punkte |
| ----- | ----------------------- | ---------------------------------------------- | ----------------- | ----------------- | ------ |
| 01.   | Lahden Hiihtoseura I    | Mico Ahonen Arttu Pohjola Niko Kytösaho        | 092,0 099,0 102,0 | 092,0 102,0 093,0 | 763,0  |
| 02.   | Kuusamon Erä-Veikot     | Jonne Veteläinen Sami Saapunki Kalle Heikkinen | 094,0 090,5 083,5 | 097,0 097,0 095,0 | 709,5  |
| 03.   | Puijon Hiihtoseura I    | Ilkka Herola Henri Kavilo Eetu Nousiainen      | 086,0 092,0 090,0 | 092,0 097,0 089,5 | 685,5  |
| 04.   | Ounasvaaran Hiihtoseura | Olli Salmela Timi Heiskanen Andreas Alamommo   | 086,0 092,0 090,0 | 092,0 097,0 089,5 | 562,5  |
| 05.   | Kiteen Urheilijat       | Perttu Reponen Arsi Tietäväinen Antti Aalto    | 082,0 063,0 101,0 | 085,5 061,5 101,0 | 560,0  |